# Muruci-da-mata
Byrsonima crispa, também conhecido como murici ou muruci-da-mata, é uma angiosperma do gênero Byrsonima. É uma árvore, cujo substrato em que é encontrada é terrícola.
Anatomicamente, o murici-da-mata pode ser descrito contendo folhas abaxiais, serícea(s)/glabrescente(s); inflorescência com cincino(s) de única flor (unifloro). A flor, por sua vezcontém pedicelo(s) pedunculado(s)/séssil(eis); pétala(s) de cor amarela; antera(s) seríceo(s), com aspecto de seda e frutocom aspecto piloso,  com revestimento epidérmico constituído de pelos finos.

### Ocorrências confirmadas
A espécie é nativa do Brasil e possui ocorrências confirmadas em quatro das cinco regiões brasileiras, sendo correspondentes às regiões e estados:
- Norte (Acre, Amazonas, Pará, Rondônia, Roraima)

- Nordeste (Alagoas, Bahia, Maranhão, Pernambuco)

- Centro-Oeste (Mato Grosso)

- Sudeste (Espírito Santo, Minas Gerais, Rio de Janeiro)

### Possíveis ocorrências
As possíveis ocorrências, ou seja, locais onde é necessária uma maior avalicação fisiológica, estão concentradas no estado do Ceará, na região nordeste do Brasil.

### Domínios fitogeográficos
A espécie foi encontrada nos biomas da Amazônia e da Mata Atlântica. O gênero Byrsonima Rich., a qual a espécie faz parte, apresenta, aproximadamente, cento e cinco espécies, sendo que cerca de quarenta e três podem ser encontradas na Amazônia.

### Tipo de vegetação
Em relação mais específica, sua distribuição está relacionada à existência de Florestas de Terra Firme, Florestas de Várzea e Florestas Ombrófila (também conhecidas como Florestas Pluviais).
A espécie vegetal, por ser frutífera, possui grande importância de frugivoria e de dispersão de suas sementes. As principais famílias, sendo mais representadas por pássaros, e as respectivas espécies que possuem tal relação com o vegetal, são as seguintes:
- Penelope pileata (jacupiranga);
- Pyrrhura lepida (tiriba-pérola);
- Pyrrhura amazonum (tiriba-de-Hellmayr);
- Trogon viridis (surucuá-grande-de-barriga-amarela);
- Trogon ramonianus (surucuá-pequeno);
- Selenidera gouldii (saripoca-de-Gould);
- Ramphocelus carbo (pipira-vermelha):
- Tangara punctata saíra-negaça
- Tangara episcopus sanhaçu-da-Amazônia
- Tangara palmarum sanhaçu-do-coqueiro
- Tangara nigrocincta saíra-mascarada

### Recuperação de áreas degradadas
A região de Carajás/Pará, por exemplo, hospeda uma das mais ricas avifaunas da Amazônia, sendo um local importante tanto pela presença da Muruci-da-mata, como pela concentração de animais dispersores. Não apenas pelo fato de ser de fácil dispersão, a espécie merece atenção por auxiliar na recuperação de áreas degradadas, como na Floresta Nacional de Carajás, sendo de rápido crescimento e de estabilização de condições vitais no ambiente.

### Ações medicamentais
A espécie é considerada importante também no ramo das plantas medicinais e aromáticas. Possui ações anti-inflamatórias, antioxidantes e antinociceptivo (reduz a percepção e transmissão de estímulos que causam dor).
1. ↑  «Byrsonima crispa A.Juss.». floradobrasil2020.jbrj.gov.br. Consultado em 20 de abril de 2023.
2. ↑  Mamede, M.C.H.,Francener, A. 2015. Byrsonima in Lista de Espécies da Flora do Brasil. Jardim Botânico do Rio de Janeiro. (http://floradobrasil2015.jbrj.gov.br/FB8833)
3. 1 2  Francener, A. 2020. Byrsonima in Flora do Brasil 2020. Jardim Botânico do Rio de Janeiro. (https://floradobrasil2020.jbrj.gov.br/FB8833).
4. 1 2  BFG. Growing knowledge: an overview of Seed Plant diversity in Brazil. Rodriguésia, v.66, n.4, p.1085-1113. 2015. (https://doi.org/10.1590/2175-7860201566411).
5. ↑  DE ANDRADE, Teresinha AP. O polen em plantas da Amazonia o genero Byrsonima Rich.(Malpighiaceae). 1974.
6. ↑  LEITE, Gabriel Augusto; BARREIROS, Marcelo Henrique Mello. Frugivoria em Byrsonima crispa A. Juss.(Malpighiaceae) em Área de Recuperação na Floresta Nacional de Carajás, Pará. Atualidades Ornitológicas, v. 178, p. 9-11, 2014.
7. ↑  FRANCENER, Augusto et al. Byrsonima of Brazil.
8. 1 2  GUILHON‐SIMPLICIO, Fernanda et al. Chemical Composition and Antioxidant, Antinociceptive, and Anti‐inflammatory Activities of Four Amazonian Byrsonima Species. Phytotherapy Research, v. 31, n. 11, p. 1686-1693, 2017.